# Sait Faik
Sait Faik Abasıyanık (Adapazarı, 18 novembre 1906 – Istanbul, 11 maggio 1954) è stato uno scrittore turco.

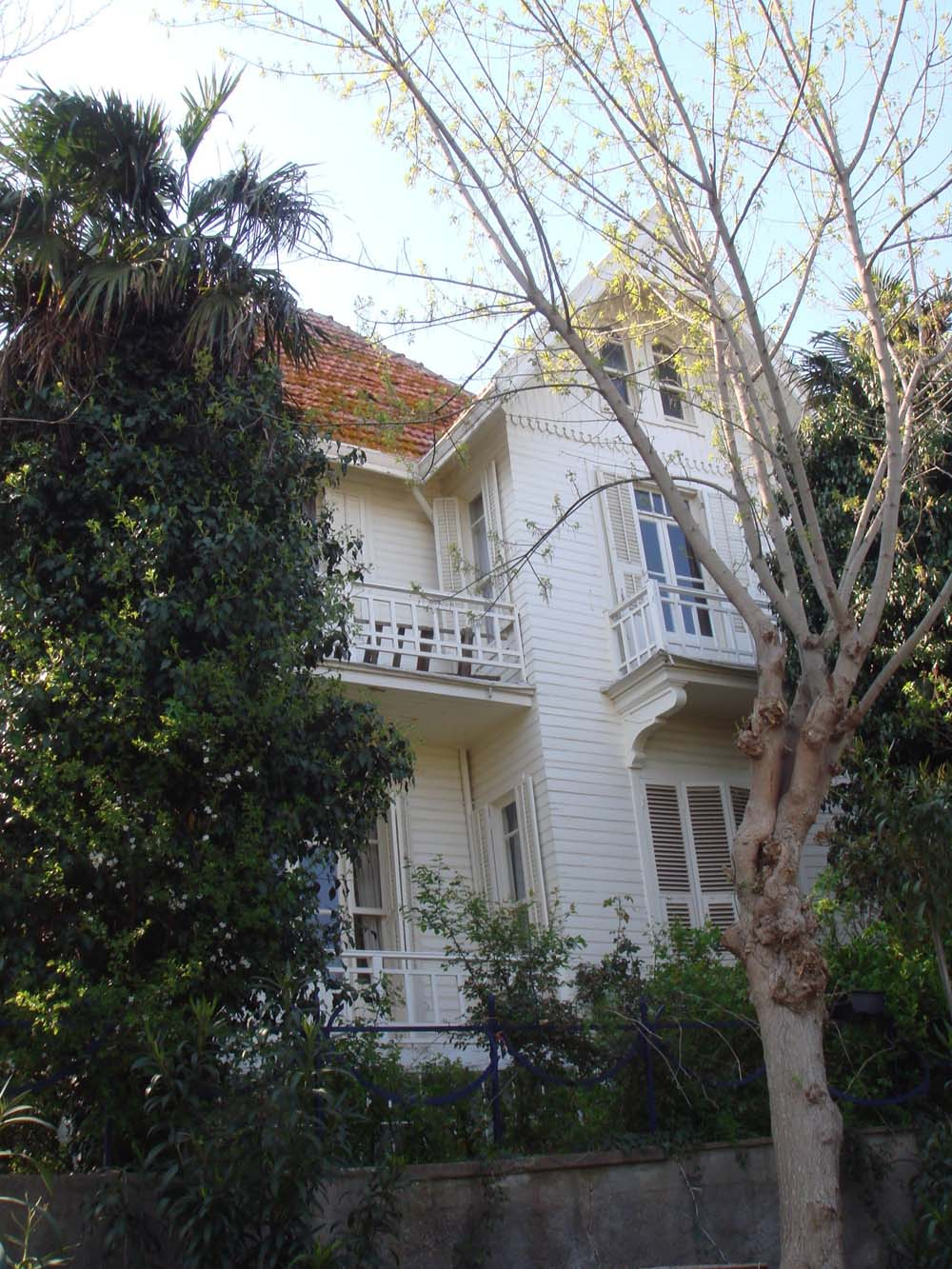
Museo Sait Faik Abasıyanık di Burgazada (2009)

Con uno stile innovativo e una prosa impressionistica e lirica, ha rappresentato la Istanbul degli anni quaranta e cinquanta, vista attraverso la lente di una singolare inquietudine esistenziale. Il premio letterario che ogni anno laurea il miglior racconto in lingua turca è a lui intitolato.

## Biografia
Nasce il 18 novembre 1906 ad Adapazarı, nella Turchia nord occidentale, non lontana da İzmit, l'antica Nicomedia in quella che allora si chiamava Bitinia. Deluso dagli studi classici, abbandona al terzo anno il corso di Lingua e Letteratura Turca all'Università di Istanbul e sceglie di frequentare la Facoltà di Letteratura Francese, a Grenoble.
Nel 1934, di ritorno in Turchia, pubblicherà i suoi primi racconti su giornali e riviste di letteratura. Più che i magri proventi della sua attività letteraria, è il lascito del padre, commerciante, a permettergli una vita dignitosa e qualche altro viaggio in Europa. Schivo e scontroso, a suo modo frequenta anche i salotti “colti” della città, ma è evidente che a questi ultimi preferisce le barche dei pescatori e i caffè popolari dell'isola di Burgaz, sorta di buen retiro a un'ora di battello dal centro di Istanbul. È qui che vive in compagnia della madre, una donna possessiva e autoritaria. Nella sonnolenta Burgaz spesso si ritrova in compagnia di scrittori e poeti come Nazım Hikmet e Orhan Veli. Scrive di notte Sait Faik, di giorno adora percorrere instancabile le strade della metropoli che lui ama ed odia insieme, in cerca di ispirazione. La Turchia dei primi anni della Repubblica, che non gli risparmia interventi censori e interferenze dei tribunali, non è certo prodiga di onori coi suoi letterati. Per la burocrazia turca Sait Faik è un comune disoccupato, e arriva a negargli lo status di scrittore sul passaporto, umiliandolo persino dopo che la Mark Twain Society l'avrà eletto membro onorario.
Nel 1951 torna a Parigi per l'ultimo, inutile viaggio della speranza, alla ricerca di una cura per la cirrosi che lo sta consumando. Non se la sentirà di affrontare il bisturi e preferirà un precipitoso ritorno a casa. I pochi mesi che gli restano da vivere saranno anche i più fecondi dal punto di vista della produzione letteraria. Dopo una lunga settimana di coma, coi pescatori di Burgaz che faranno la fila al suo capezzale per donargli il sangue, spirerà l'11 maggio 1954. Sait Faik non ha ancora compiuto 48 anni. Il giorno seguente il funerale si svolse sotto un cielo cupo e piovoso, proprio come in uno dei tanti suoi racconti. Fu sepolto nel Cimitero di Zincirlikuyu a Istanbul.

## Opere
Sait Faik ci ha lasciato per lo più racconti, pubblicati su riviste e in seguito raccolti in volume, divenendo così il più autorevole rappresentante di tale genere letterario in Turchia. Ma non mancano brevi romanzi e un libro di poesie. Il premio letterario che ogni anno laurea il miglior racconto in lingua turca è a lui intitolato.
Di alcuni suoi scritti esistono traduzioni sia in inglese (Sleeping in the Forest, Syracuse University Press, 2004) che in francese per le edizioni di Bleu autour.
In italiano è stato pubblicato Con poco zucchero (A Oriente, Milano, 2007), che raccoglie alcuni tra i più significativi racconti dell'autore e Un uomo inutile (Adelphi, Milano, 2021). 
Yaşar Kemal, il grande scrittore di origine curda che da giovane ha avuto l'occasione di frequentare Sait Faik, gli riconosce l'inesauribile ruolo di ispiratore per generazioni di scrittori cresciuti in Turchia dopo di lui.
L'opera omnia di Sait Faik è stata recentemente ripubblicata dalla YKY di Istanbul, che ha curato anche l'edizione critica di tutto il materiale inedito, di alcune lettere e documenti.
- 1936	Semaver (Il samovar), racconti
- 1939 	Sarnıç (Cisterna), racconti
- 1940 	Şahmerdan (Battipalo), racconti
- 1944 	Birtakım İnsanlar (Certa gente), romanzo
- 1948 	Lüzumsuz adam (L'uomo inutile), racconti
- 1950 	Mahalle kahvesi (Caffè di periferia), racconti
- 1951 	Havada bulut (La nuvola in cielo), racconti
- 1951  Kumpanya (Compagnia di prosa), racconti
- 1952 	Havuz başı (Alla fontana), racconti
- 1952  Son kuşlar (Ultimi uccelli), racconti
- 1953 	Şimdi sevişme vakti (Ora è tempo d'amare), poesie
- 1953  Kayıp aranıyor (Chi l'ha visto), romanzo
- 1954 	Alemdağda var bir yılan (C'è un serpente, a Alemdağ), racconti
- 1954  Az şekerli (Con poco zucchero), racconti
- 1955 	Tüneldeki çocuk (Il ragazzino della funicolare). postumo, racconti
- 1956 	Mahkeme kapısı (Tribunale), postumo, racconti e reportages